# 山本崇一朗
山本崇一朗（日语：／ Yamamoto Sōichirō，1986年5月30日—），日本男漫畫家，香川縣小豆島出身，B型血，代表作《擅長捉弄人的高木同學》。

## 經歷
1986年5月30日，山本崇一朗生於日本香川縣小豆郡土庄町。他從小喜歡玩電動和看漫畫。在就讀小學時開始模仿《七龍珠》和《JoJo的奇妙冒險》進行簡單的繪畫。初中就讀於土庄町立土庄中學。大學就讀於京都精華大學藝術學部日本畫專業方向。在就讀大學時，受到朋友的邀請後立志成為漫畫家。
2011年12月，憑藉《喵咪大叔》獲得第69回小學館新人漫畫大獎（佳作）而出道。2013年6月，《擅長捉弄人的高木同學》開始在《月刊少年Sunday》連載。8月，《札月家的小杏子》開始在《月刊少年Sunday》連載。2014年，与大学的后辈结婚。
2016年6月，《札月家的小杏子》完結。2018年1月，《女忍者椿的心事》開始在《月刊少年Sunday》連載。
2019年3月，《即使如此依舊步步進逼》開始在《週刊少年Magazine》連載。4月，負責原案的《蜥蜴怪獸》在《別冊少年Champion》連載。
2021年1月19日，憑藉《擅長捉弄人的高木同學》獲得第66回小學館漫畫獎（少年向部門）。
2023年10月，《擅長捉弄人的高木同學》完結。11月，《即使如此依舊步步進逼》完結。
2024年7月，《經理女孩悠悠日常》開始在《月刊少年Sunday》連載。

## 师傅
片山Yukiwo，曾担任他的助手。

## 家庭
妻子山本亞衣，育有兩個孩子（其中一女）。

## 作品

### 連載
| 作品名稱（原名）             | 刊載平臺                                        | 刊載平臺                                                                                           | 備註                                        | 冊數      |
| ---------------------------- | ----------------------------------------------- | -------------------------------------------------------------------------------------------------- | ------------------------------------------- | --------- |
| 《擅長捉弄人的高木同學》（） | 日語版                                          | 《月刊少年Sunday mini》2號（《月刊少年Sunday》2013年7月号附錄別冊）—《月刊少年Sunday》2023年11月號 | 代表作 獲得第66回小學館漫畫獎（少年向部門） | 全20冊    |
| 《擅長捉弄人的高木同學》（） | 簡體中文版                                      | 咪咕動漫、Bilibili漫畫                                                                             | 代表作 獲得第66回小學館漫畫獎（少年向部門） | 全20冊    |
| 《札月家的小杏子》（）       | 《月刊少年Sunday》2013年9月號—2016年7月號       | 《月刊少年Sunday》2013年9月號—2016年7月號                                                          |                                             | 全7冊     |
| 《明天星期六》（）           | 《讀賣中高生新聞》2014年11月創刊号—2015年11月号 | 《讀賣中高生新聞》2014年11月創刊号—2015年11月号                                                    |                                             | 全2冊     |
| 《女忍者椿的心事》（）       | 日語版                                          | 《月刊少年Sunday》2018年2月號—2023年6月號                                                          |                                             | 全9冊     |
| 《女忍者椿的心事》（）       | 簡體中文版                                      | Bilibili漫畫                                                                                       |                                             | 全9冊     |
| 《即使如此依舊步步進逼》（） | 日語版                                          | 《週刊少年Magazine》2019年14號—2023年50號                                                          |                                             | 全17冊    |
| 《即使如此依舊步步進逼》（） | 簡體中文版                                      | Bilibili漫畫                                                                                       |                                             | 全17冊    |
| 《怪獸蜥蜴》（）             | 《別冊少年Champion》2019年5月號—2020年8月號     | 《別冊少年Champion》2019年5月號—2020年8月號                                                        | 負責原案                                    | 全3冊     |
| 《經理女孩悠悠日常》（）     | 《月刊少年Sunday》2024年8月號—                  | 《月刊少年Sunday》2024年8月號—                                                                     |                                             | 已出版1冊 |

### 单篇
| 作品名稱（原名）             | 刊載平臺                                                            | 備註                                                                             |
| ---------------------------- | ------------------------------------------------------------------- | -------------------------------------------------------------------------------- |
| 《牙齒要往上扔》（）         | 《月刊IKKI》2008年9月號                                             | 獲得第33回Ikiman 後收錄於《浪漫-山本崇一朗短篇集-》                              |
| 《這個夏天》（）             | 《週刊Young Magazine》2號                                           | 第59回千葉徹彌獎漫畫部門大獎 後收錄於《浪漫-山本崇一朗短篇集-》                  |
| 《浪漫》（）                 | 《月刊IKKI》2010年5月號                                             | 後收錄於《浪漫-山本崇一朗短篇集-》                                               |
| 《我們的友情戰記》（）       | 《月刊IKKI》2010年5月號                                             | 第27回 GET THE SUN新人賞 佳作 後收錄於《浪漫-山本崇一朗短篇集-》                 |
| 《喵咪大叔》（）             | 第69回小學館新人漫畫大獎                                            | 出道作 獲得第69回小學館新人漫畫大獎佳作獎 後收錄於《情書-山本崇一朗短篇集-》     |
| 《擅長捉弄人的高木同學》（） | 《月刊少年Sunday》2012年7月號                                       | 同名連載作品《擅長捉弄人的高木同學》的前身 後收錄於《擅長捉弄人的高木同學》第2卷 |
| 《情書》（）                 | 《月刊少年Sunday》2012年11月號                                      | 後收錄於《情書-山本崇一朗短篇集-》                                               |
| 《期待已久的鄰居》（）       | 《月刊少年Sunday》2013年2月號                                       | 連載作品《札月家的小杏子》的前身 後收錄於《情書-山本崇一朗短篇集-》              |
| 《放學走路回家》（）         | 《月刊少年Sunday mini》1號（《月刊少年Sunday》2013年4月号附錄別冊） | 連載作品《明天星期六》的前身 後收錄於《明天星期六 春·夏》                        |
| 《向小竹許願★》（）          | 《Young Magazine the 3rd》Vol.7                                     | 後收錄於《情書-山本崇一朗短篇集-》                                               |
| 《松本榮子是平凡的女生》（） | 《月刊少年Sunday》2016年8月號                                       | 後收錄於《情書-山本崇一朗短篇集-》                                               |
| 《實習魔女》（）             | 《月刊少年Sunday》2016年11月號                                      | 後收錄於《情書-山本崇一朗短篇集-》                                               |
| 《怪獸蜥蜴》（）             | 《週刊少年Champion》2016年49號                                      | 同名連載作品《怪獸蜥蜴》的前身 後收錄於《情書-山本崇一朗短篇集-》                |
| 《鈴木與大山》（）           | 《浪漫-山本崇一朗短篇集-》                                          | 月刊少年Sunday新人獎參加作品                                                     |
| 《我與哥哥》（）             | 《浪漫-山本崇一朗短篇集-》                                          |                                                                                  |

### 书籍

#### 单行本
| 作品名稱（原名）               | 出版社     | 出版社     | ISBN              | ISBN              | 備註                                       |
| ------------------------------ | ---------- | ---------- | ----------------- | ----------------- | ------------------------------------------ |
| 《札月家的小杏子》（）         | 日語版     | 小學館     | 詳見列表          | 詳見列表          |                                            |
| 《札月家的小杏子》（）         | 繁體中文版 | 東立出版社 | 詳見列表          | 詳見列表          |                                            |
| 《擅長捉弄人的高木同學》（）   | 日語版     | 小學館     | 詳見列表          | 詳見列表          |                                            |
| 《擅長捉弄人的高木同學》（）   | 繁體中文版 | 尖端出版   | 詳見列表          | 詳見列表          |                                            |
| 《明天星期六》（）             | 日語版     | 小學館     | 詳見列表          | 詳見列表          |                                            |
| 《明天星期六》（）             | 繁體中文版 | 東立出版社 | 詳見列表          | 詳見列表          |                                            |
| 《情书-山本崇一朗短篇集-》（） | 日語版     | 小學館     | 978-4-09-128116-6 | 978-4-09-128116-6 | 收集在《月刊少年Sunday》等平台上發表的短篇 |
| 《情书-山本崇一朗短篇集-》（） | 繁體中文版 | 東立出版社 | 978-9-57-261639-0 | 978-9-57-261639-0 | 收集在《月刊少年Sunday》等平台上發表的短篇 |
| 《浪漫-山本崇一朗短篇集-》（） | 日語版     | 小學館     | 978-4-09-128117-3 | 978-4-09-128117-3 | 收集包括未公開作品的短篇                   |
| 《浪漫-山本崇一朗短篇集-》（） | 繁體中文版 | 東立出版社 | 978-9-57-261640-6 | 978-9-57-261640-6 | 收集包括未公開作品的短篇                   |
| 《女忍者椿的心事》（）         | 日語版     | 小學館     | 詳見列表          | 詳見列表          |                                            |
| 《女忍者椿的心事》（）         | 繁體中文版 | 東立出版社 | 詳見列表          | 詳見列表          |                                            |
| 《即使如此依舊步步進逼》（）   | 日語版     | 講談社     | 詳見列表          | 詳見列表          |                                            |
| 《即使如此依舊步步進逼》（）   | 繁體中文版 | 東立出版社 | 詳見列表          | 詳見列表          |                                            |
| 《怪獸蜥蜴》（）               | 秋田書店   | 秋田書店   | 1                 | 978-4-253-25253-9 |                                            |
| 《怪獸蜥蜴》（）               | 秋田書店   | 秋田書店   | 2                 | 978-4-253-25254-6 |                                            |
| 《怪獸蜥蜴》（）               | 秋田書店   | 秋田書店   | 3                 | 978-4-253-25255-3 |                                            |

#### 画集
| 作品名稱（原名）                                           | 出版社     | 出版社   | ISBN     |
| ---------------------------------------------------------- | ---------- | -------- | -------- |
| 《擅長捉弄人的高木同學 山本崇一朗畫集》（）                | 日語版     | 小學館   | 詳見列表 |
| 《擅長捉弄人的高木同學 山本崇一朗畫集》（）                | 繁體中文版 | 尖端出版 | 詳見列表 |
| 《擅長捉弄人的高木同學 動畫官方導覽&山本崇一朗畫集2》（）  | 日語版     | 小學館   | 詳見列表 |
| 《擅長捉弄人的高木同學 動畫官方導覽&山本崇一朗畫集2》（）  | 繁體中文版 | 尖端出版 | 詳見列表 |
| 《擅長捉弄人的高木同學 動畫官方導覽2&山本崇一朗畫集3》（） | 小學館     | 小學館   | 詳見列表 |

#### 其他
| 作品名稱（原名）                                             | 出版社     | 出版社   | ISBN     |
| ------------------------------------------------------------ | ---------- | -------- | -------- |
| 《擅長捉弄人的高木同學 官方FANBOOK：高木同學攻略作戰！》（） | 日語版     | 小學館   | 詳見列表 |
| 《擅長捉弄人的高木同學 官方FANBOOK：高木同學攻略作戰！》（） | 繁體中文版 | 尖端出版 | 詳見列表 |

## 備註
1. 1 2 3  一说5月31日出生，參見，第3页。

## 外部連結
- 生醤油うどん的pixiv
- 山本崇一朗的X（前Twitter）
- 山本崇一朗的Tumblr
- 山本崇一朗的Instagram帳戶
- 山本崇一朗的TikTok